# الأمية في اليمن
بدأت حركة محو الأمية في اليمن بشطريه الشمالي والجنوبي في سبعينيات وثمانينيات القرن العشرين، وحقَّقت الكثير من الإنجازات منذ ذلك الحين، غير أنها لا زالت محدودة نسبياً وغير قوية كفاية. بلغ عدد الدارسين في فصول محو الأمية للعام الدراسي 2010 - 2011م 22,570 دارساً، غير أن نسبة الأمية في اليمن في السنة نفسها بلغت 36%، ويرجع هذا الارتفاع إلى تدني مستوى التعليم النظامي وعدم منع الطلاب من الفرار من المدارس، إلى جانب العادات والتقاليد في معظم المناطق الريفية التي تمنع تعليم البنات.

## محو الأمية في اليمن
بدأت حركة محو الأمية في اليمن الشمالي في بداية الثمانينيات من القرن الماضي بفتح ثلاثة فصول لمحو الأمية في ثلاث محافظات، هي تعز وصنعاء إب، وكانت غير منظمة وتتبع وزارة التربية والتعليم اليمنية وليست لها إدارة مسؤولة ومستقلة في الوزارة، ويتم التعامل مع تلك الفصول بنفس طريقة التعامل مع الفصول النظامية العادية. 

## عدد الدارسين
وكذلك كانت الحال في اليمن الجنوبي، حيث بدأت حركة محو الأمية في منتصف السبعينيات من القرن الماضي، وبعد الوحدة اليمنية عام 1990م تم إنشاء جهاز خاص بمحو الأمية يتبع وزارة التربية والتعليم اسمه "جهاز محو الأمية وتعليم الكبار"، وهوَ مستقل مالياً وإدارياً وفقاً لقانون محو الأمية وتعليم الكبار لسنة 1998م، ثم توسع التعليم فيه وفُتحَت فروع لجهاز محو الأمية وتعليم الكبار في محافظات الجمهورية مستقلة عن مكاتب التربية والتعليم، حيث بلغ عدد الدارسين في صفوف محو الأمية وتعليم الكبار للعام 2009-2010م بلغ (168015) دارساً ودارسة منهم (6849) دارساً بنسبة 4% تقريباً من إجمالي عدد الدارسين و(161166) دارسة أي بنسبة 96% تقريباً من إجمالي عدد الدارسين في عموم محافظات الجمهورية حيث كان إجمالي الدارسين في مرحلتي الأساس والمتابعة (156898) دارساً ودارسة أي بنسبة 94% تقريباً من إجمالي عدد الدارسين منهم (5993) دارساً أي بنسبة 4% تقريباً و(150905) دارسة أي بنسبة 96% تقريباً كان عدد الدارسين في أول أساس (71653) دارساً ودارسة أي بنسبة 46% تقريباً، منهم (2889) دارساً أي بنسبة 4% تقريباً، و(68764) دارسة أي بنسبة 96% تقريباً من إجمالي عدد الدارسين في أول أساس.
أما الدارسون في مرحلة ثاني أساسي (مرحلة التحرر) فقد بلغ عدد الدارسين فيها (50975) دارساً ودارسة بنسبة 33% تقريباً منهم (1416) ذكوراً أي بنسبة 3% تقريباً و(49287) إناثاً أي بنسبة 97% تقريباً من إجمالي الدارسين في مرحلة ثاني أساسي.. أما مرحلة المتابعة فقد بلغ عدد الدارسين فيها (34270) دارساً ودارسة أي بنسبة 22% تقريباً من إجمالي عدد الدارسين في جميع محافظات الجمهورية منهم (1416) ذكوراً أي بنسبة 4% تقريباً و(32854) إناثاً بنسبة 96% تقريباً من إجمالي عدد الدارسين في مرحلة المتابعة، أما بالنسبة لبرنامج التدريب (محو الأمية المهنية) فقد بلغ عدد الملتحقين بمراكز التدريب الأساسي والنسوي (11117) دارساً ودارسة أي بنسبة 6% تقريباً من إجمالي عدد الدارسين منهم (856) ذكوراً بنسبة 9% تقريباً و(10261) إناثاً بنسبة 91% تقريباً من إجمالي عدد الدارسين في المهارات الأساسية والنسوية.

## فصول محو الأمية
بلغت عدد الفصول الدراسية (7259) فصلاً دراسياً، منها (295) فصلاً دراسياً ذكوراً و(6964) فصلاً دراسياً إناثاً كانت منها (2860) فصلاً دراسياً للدارسين في حقوق أول أساس منها (138) فصلاً دراسياً للذكور و(2722) فصلاً دراسياً للإناث، وبلغت عدد الفصول الدراسية في مرحلة ثاني أساس (مرحلة التحرر) والتي تعادل الصف الرابع من التعليم الأساسي (2432) فصلاً دراسياً كانت منها (89) فصلاً دراسياً للذكور وعدد (2346) فصلاً دراسياً للإناث أما فصول مرحلة المتابعة والتي تعادل الصف السادس من التعليم الأساسي فقد بلغت عدد الفصول فيها (1967) فصلاً دراسياً منها (71) فصلاً دراسياً للذكور و(1896) فصلاً دراسياً للإناث.

## الكادر التعليمي
يشرف على محو الأمية معلمون مدرسيون ومعلمون متعاقدون أو متعاونون، حيث تعقد لهم برامج تدريبية بشكل دائم ومستمر حتى يأخذوا بعض الدورات التي تتحدث عن كيفية التعامل مع الكبار ومناهج الكبار، فقد بلغ عدد المعلمين (6937) معلماً ومعلمة منهم (5930) معلماً ومعلمة متعاقداً ومتعاقدة بنسبة 86% من إجمالي عدد المعلمين منهم (268) معلماً متعاقداً ذكوراً و(5662) معلمة متعاقدة و(1007) معلماً ومعلمة ثابتين منهم (324) معلماً و(683) معلمة ثابتة. والجدير بالذكر في هذا الموضوع أنه تم افتتاح قسم خاص في جامعة إب يَهتمُّ بتخريج خبراء متخصصين في مجال محو الأمية وتعليم الكبار، ووُزّعت مخرجاته على فروع جهاز محو الأمية في محافظات الجمهورية لتكون لديهم القدرة على التخطيط للقضاء على الأمية في محافظات الجمهورية.
فمثلاً في محافظة تعز - التي تقع في جنوب العاصمة صنعاء - التي تُعتبر العاصمة الثقافية لليمن ويَبلغ عدد سكانها ربع سكان البلاد وتتميز بكثرة المتعلمين فيها، فإنها تمتاز في المقابل بارتفاع نسبة الأمية فيها بالوقت ذاته، ولهذا تتميز بارتفاع الملتحقين بفصول محو الأمية ويوجد فيها أفضل خبراء اليمن في مجال محو الأمية وتعليم الكبار.

## مراحل محو الأمية في اليمن
يتكون السلم الهرمي للتعليم في محو الأمية من مرحلتين هما:
1. المرحلة الأولى هي مرحلة الأساس، وتتكون من مرحلتين: مرحلة أول أساس ومرحلة ثاني أساس.
2. المرحلة الثانية هي مرحلة المتابعة، وتتكون من مرحلة واحدة هي مرحلة المتابعة.

## المنهج الدراسي
لمحو الأمية في اليمن مناهج خاصة تتناسب مع خصائص الكبار، وكذلك تتبع مشروع محو الأمية مراكز للتدريب الأساسي والنسوي من أجل تعليم الكبار القراءة والكتابة ومبادئ الحساب وكذلك، إكسابه حرفة ينتفع بها في حياته اليومية كي يشعر المتعلم أن للتعليم أهمية في حياته اليومية.